# Montclus, Hautes-Alpes

Mont-Dauphin este o comună în departamentul Hautes-Alpes, Franța. În 1 ianuarie 2022 avea o populație de 47 de locuitori.